# Oratorio di Sant'Antonio da Padova (Uzzano)
L'Oratorio di Sant'Antonio da Padova sorge nel centro storico di Uzzano, in Valdinievole, diocesi di Pescia, provincia di Pistoia, regione Toscana.

## Notizie storiche
È stato costruito nel XVII secolo come cappella del convento francescano femminile dei Santi Francesco ed Elisabetta, soppresso nel 1785 dal Granduca Pietro Leopoldo. Tale convento arrivò a ospitare fino a trenta suore ed era dotato di un educandato per giovani di buona famiglia. Dopo le soppressioni leopoldine, il convento e la cappella furono acquistati da privati e trasformati in civili abitazioni. Nel 1843, l'arciprete di Uzzano Giuseppe Buongiovanni decise di riacquisire la cappella dell'ex convento, la ristrutturò e riconsacrò. Fu fondata una congrega dedicata a Sant'Antonio da Padova, tutt'oggi esistente, che si occupò della cura dell'edificio. 

## Architettura
L'oratorio non ha particolari caratteri architettonici all'esterno, si confonde con le altre abitazioni. Il portale laterale mostra uno scalino in pietra serena che ricorda l'antico convento dei Santi Francesco ed Elisabetta. L'interno si presenta in stile barocco. Si distingue ancora il matroneo, oggi chiuso, sorretto da belle colonne in pietra serena, da cui le suore potevano assistere alle funzioni. Sull'altare maggiore, a muro, si nota una tela ottocentesca che raffigura Sant'Antonio da Padova, ai lati delle statue devozionali. Nella sacrestia, è custodito un antico bacile in pietra serena, ritrovato a metà degli anni cinquanta nel campo restrostante, mentre si scavavano le fondamenta per la costruzione di nuove abitazioni. Nell'oratorio, erano custodite le spoglie di Sant'Innocenzo, oggi incastonate nell'altare maggiore dell'Arcipretura dei Santi Jacopo e Martino.